# Castell de Mont-ros
El castell de Mont-ros és situat al cim de la muntanya del mateix nom, a uns 100 m de l'església, des d'on es pot veure la plana de Begudà i el riberal del riu Fluvià. És un edifici declarat bé cultural d'interès nacional.

## Història
El castell de Mont-ros surt esmentat per primera vegada en el testament de la vescomtessa de Besalú Ermessenda, de l'any 1119, com a «Castrum Monte Ruso» i a vegades mal transcrit com a «Monte Rufo», el qual pervenia a la vescomtessa pel seu casament amb Udalard, vescomte de Besalú, i que aquest deixà al seu net Udalard II. De fet cal relacionar aquest castell de Mont-ros amb els altres que formaven part del vescomtat de Besalú o de Bas, Milany, Castelló d'en Bas i també Montagut o el Cós i Beuda. Mont-ros també és inclòs com a «castro Montros», l'any 1126, en el text del jurament de fidelitat que feu el senescal Guillem Ramon I de Montcada com a tutor de Pere Udalard, fill del vescomte de Bas. A partir d'aquest moment el castell de Mont-ros formà part del conjunt de castells del vescomtat de Bas i la seva història restà molt lligada a la dels vescomtes d'aquesta vall garrotxina. En una concòrdia entre Hug, vescomte de Bas i Pere II de Cervera, documentada l'any 1198, és esmentat el castell de Mont-ros «castrum de Monte Russo cum suis terminis».
Segons F. Montsalvatge, en un document de l'any 1240 en el qual consten les afrontacions del mas Rovira, hi ha esmentat el castell de Mont-ros i la capella que hi havia dedicada a la Mare de Déu. L'any 1241, el rei Jaume el Conqueridor confirmà la possessió del castell de Mont-ros a favor de Simó de Palau. Després la seva filla Sibil·la, l'any 1280, el vengué, juntament amb el vescomtat de Bas, Monells, Castellfollit i Montagut, al sobirà Pere II el Gran. Poc temps més tard, l'any 1285, Pere el Gran ho donà a Ponç Hug IV d'Empúries i d'aquest passaren al seu fill Malgaulí, el qual hagué de vendre la tinença del castell per a poder afrontar els deutes, juntament amb les tinences de Montagut i Castellfollit. L'any 1321 el monarca absolgué Malgaulí de pagar el lluïsme per haver venut a carta de gràcia el castell de Mont-ros a Dalmau de Palol. Aquest, l'any 1335, el vengué a Dalmau de la Miana, senyor del castell d'aquest nom. Finalment, segons F. Montsalvatge, l'any 1339 el rei Pere III el Cerimoniós l'incorporà a la corona.

## Arquitectura
El castell estava format per una torre, segurament de planta rectangular, i per una sala o construcció situada a ponent seu. A la banda de llevant també hi devia haver un edifici, a un nivell una mica més baix. Mentre als costats de tramuntana i de migjorn del castell el desnivell no gaire fort de la muntanya i unes muralles feien de protecció, als costats de llevant i de ponent foren excavats dos valls, que s'estenen transversalment, en relació amb la carena, i que provoquen un desnivell de més de 10 m respecte del nivell de la fortificació. L'edifici central, segurament la torre mestra, tenia una longitud de més de 6 m. i una amplada de més de 3 m.. Només s'hi veuen però un munt de rocs i un clot al mig. A ponent de la torre i 1 m. més avall, hi devia haver una construcció més gran. Hi ha a dos costats, tramuntana i llevant, restes de murs. Finalment, a llevant de la torre, uns 2 m. més avall, hi ha un espai rectangular força enclotat, que deu correspondre a una altra construcció allargada que té una amplada de 6 m.
Es tracta, doncs, d'un castell que tenia una torre rectangular, com els castells feudals de Montpalau, de Sales o de Colltort, i diverses dependències.